# Brachionus diversicornis
Brachionus diversicornis är en hjuldjursart som först beskrevs av Daday 1883.  Brachionus diversicornis ingår i släktet Brachionus och familjen Brachionidae. Inga underarter finns listade i Catalogue of Life.